# Muriel Hermine
Muriel Hermine (Le Mans, 3 de septiembre de 1963) es una deportista francesa que compitió en natación sincronizada. Ganó una medalla en el Campeonato Mundial de Natación de 1986, y siete medallas en el Campeonato Europeo de Natación entre los años 1983 y 1987.

## Palmarés internacional
| Campeonato Mundial | Campeonato Mundial    | Campeonato Mundial | Campeonato Mundial |
| Año                | Lugar                 | Medalla            | Prueba             |
| ------------------ | --------------------- | ------------------ | ------------------ |
| 1986               | Madrid (España)       | Medalla de bronce  | Solo               |
| Campeonato Europeo |                       |                    |                    |
| Año                | Lugar                 | Medalla            | Prueba             |
| 1983               | Roma (Italia)         | Medalla de plata   | Solo               |
| 1985               | Sofía (Bulgaria)      | Medalla de oro     | Equipo             |
| 1985               | Sofía (Bulgaria)      | Medalla de plata   | Solo               |
| 1985               | Sofía (Bulgaria)      | Medalla de plata   | Dúo                |
| 1987               | Estrasburgo (Francia) | Medalla de oro     | Solo               |
| 1987               | Estrasburgo (Francia) | Medalla de oro     | Dúo                |
| 1987               | Estrasburgo (Francia) | Medalla de oro     | Equipo             |